# 民主革新联盟
民主革新联盟（西班牙語：Unión Democrática Renovadora，缩写为UNAMOS），是尼加拉瓜的一个左翼社会民主主义政党。1995年5月18日，该党成立，当时取名为桑地诺革新运动。
该党的创始成员包括一些知名的桑地诺民族解放阵线前成员，他们因不满丹尼尔·奥尔特加的领导而分裂出去。这些创始成员包括前副总统塞尔希奥·拉米雷斯（他是该党的首任主席）、多拉·玛丽亚·特列斯、路易斯·卡里翁·克鲁斯、路易斯·费利佩·佩雷斯·卡尔德拉、莱奥诺尔·阿尔圭略、雷纳尔多·安东尼奥·特费尔，以及曾为该党提名的总统候选人的赫尔蒂·莱维特斯（他在大选前4个月突然去世）。
2016年，该党加入进步联盟。
2021年，该党改用现名。